# كولن فرانكس
كولن فرانكس (بالإنجليزية: Colin Franks)‏ (16 أبريل 1951 بويمبلي في المملكة المتحدة - ) هو لاعب كرة قدم بريطاني في مركز الوسط. لعب مع شيفيلد يونايتد ونادي واتفورد وتورونتو بليزارد وإدمونتون دريلرز ‏ ونادي ويلدستون لكرة القدم.

## وصلات خارجية
- كولن فرانكس على موقع قاعدة بيانات كرة القدم.إي يو (الإنجليزية)